# Nullnummer
Unter einer Nullnummer oder Dummy [ˈdʌmɪ] (engl. für Attrappe) versteht man die Ausgabe einer Zeitschrift oder Zeitung, die vor der eigentlichen Neueinführung des Mediums erscheint und teils noch nicht käuflich erworben werden kann. Sie dient der optischen Veranschaulichung und soll helfen, Anzeigenkunden zu werben. Das Gegenstück bei Produkten ist die Nullserie.
Zeitschriften und Zeitungen werden dann häufig tatsächlich mit „Nr. 0“ beschriftet und sind zudem limitiert; damit werden sie, falls das Druckerzeugnis erfolgreich läuft, häufig zu begehrten Sammelobjekten.
Auch im Rundfunk werden bei neuen Sendeformaten komplette Folgen bzw. Ausgaben produziert, die aber nur bei Erfolg vor einem Testpublikum gesendet werden – sogenannte Piloten.

## Weitere Verwendungen
- In der Umgangssprache spricht man von Nullnummer, wenn ein Vorhaben völlig unplanmäßig erfolglos verlaufen ist.
- Im Fußball ist Nullnummer ein abfälliger Ausdruck für ein Spiel mit dem Ergebnis 0:0.
- Ein 2015 erschienener Roman von Umberto Eco heißt Nullnummer (italienisch: Numero zero).